# Barbara Grier
Barbara Grier (née le 4 novembre 1933 à Cincinnati dans l'Ohio, morte le 10 novembre 2011 à Tallahassee en Floride) est une femme de lettres, une éditrice et une militante lesbienne américaine. Cofondatrice de Naiad Press, une des premières maisons d'édition américaines à avoir publié des romans à thématique lesbienne, elle est une des pionnières de l'édition de livres à thématique LGBT aux États-Unis. Elle est également l'auteur de nouvelles et de critiques de livres sous plusieurs pseudonymes.

## Biographie

### La jeunesse
Barbara Grier naît le 4 novembre 1933 à Cincinnati, dans l'Ohio,. Sa mère est une actrice féministe et son père un médecin. Ses parents se séparent alors qu'elle a dix ans, et divorcent trois ans plus tard. Barbara est ouvertement lesbienne dès l'âge de 12 ans. Dans un entretien, elle indique être allée faire des recherches à la bibliothèque, y avoir demandé des livres sur les homosexuels, puis, une fois parvenue à la conclusion qu'elle était une homosexuelle, être allée l'annoncer à sa mère directement ; sa mère lui répondit que, puisqu'elle était une femme, elle n'était pas une homosexuelle mais une lesbienne, puis que, n'étant encore âgée que de 12 ans, elle était encore un peu jeune pour en décider, et qu'il valait donc mieux attendre six mois avant de prévenir les journaux. Dans ses mémoires publiés dans The Original Coming Out Stories (paru en 1989), Barbara indique qu'elle pensait également prévenir son père, mais que ses parents étaient déjà séparés à ce moment. Barbara a une petite sœur, Diane, qui s'avère également lesbienne par la suite.
Alors que Barbara est âgée de 15 ans, sa mère lui offre deux livres à thématique lesbienne, le roman Le Puits de solitude de Radclyffe Hall et l'écrit autobiographique Of Lena Geyer de Marcia Davenport. Grier s'intéresse alors aux écrits lesbiens et entreprend de les collectionner : elle se passionne pour ce domaine pendant tout le reste de sa vie. À l'âge de 18 ans, Barbara Grier tombe amoureuse de Helen Bennett, une bibliothécaire, à Kansas City dans le Missouri : toutes deux entament une relation qui dure vingt ans.
Grier commence à écrire, sous le pseudonyme de Gene Damon, des critiques de livres pour The Ladder, le magazine publié par les Daughters of Bilitis, le premier groupe lesbien fondé aux États-Unis. Ses contributions se multiplient peu à peu et elle en vient notamment à publier aussi des nouvelles, le tout sous différents pseudonymes (dont Gladys Casey, Vern Niven, ou encore « HB », en l'honneur Helen Bennett). De 1966 à 1968, Barbara Grier devient la directrice de publication pour les textes de fiction et de poésie du Ladder ; à partir de 1968, elle devient la rédactrice en chef du magazine, qu'elle rend indépendant des Daughters of Bilitis ; le magazine, faute de ventes suffisantes, cesse de paraître en 1972.
En 1967, Barbara Grier coécrit avec Lee Stuart The Lesbian in Literature, une bibliographie rassemblant « tous les livres connus en langue anglaise, dans le domaine général de la littérature, ayant trait au lesbianisme, ou contenant des personnages de lesbiennes » Le livre connaît deux rééditions augmentées en 1975 et 1981.

### Naiad Press
En 1973, Barbara Grier s'associe avec sa compagne Donna McBride (également bibliothécaire), avec l'écrivaine Anyda Marchant et la compagne de celle-ci, Muriel Crawford, pour fonder une maison d'édition, Naiad Press, l'une des premières maisons d'édition lesbiennes des États-Unis ; l'entreprise démarre avec un budget de 2 000 dollars rassemblé par les quatre fondatrices. Le but de Grier est de permettre aux lesbiennes de lire des histoires évoquant leur propre vie. Naiad Press publie de nombreuses auteurs lesbiennes qui deviennent fameuses par la suite, comme Katherine V. Forrest, Sarah Schulman, Karin Kallmaker ou Claire McNab. Naiad Press est surtout connue pour ses histoires d'amour et ses polars, ce qui lui vaut d'être rapprochée (en mal) des éditions Harlequin (connues pour publier des romans à l'eau de rose) ; Grier répond à ces critiques en expliquant qu'elle cherche à atteindre les lesbiennes de l'Amérique moyenne qui ne vivent pas leur sexualité ouvertement, mais qui n'en méritent pas moins de lire des livres sur leur vie. Naiad Press réinvestit une partie de ses gains pour publier des ouvrages universitaires et des rééditions de classiques qui ne sont pas rentables. Grier publie ainsi des auteures qui n'étaient alors plus disponibles depuis longtemps, comme Jane Rule ou Gale Wilhelm, réimprime la traduction des poèmes de Renée Vivien et du poème Lifting Belly de Gertrude Stein. Elle réimprime également des classiques américains comme The Price of Salt de Patricia Highsmith ou la série des Beebo Brinker d'Ann Bannon.
En 1985, Naiad Press publie Lesbian Nuns : Breaking Silence (Ma sœur, mon amour), de Rosemary Curb et Nancy Manahan, une collection d'une cinquantaine de témoignages de religieuses relatant leurs relations avec d'autres religieuses : l'ouvrage fait scandale à sa parution.
En 1992, Barbara Grier fait don de son impressionnante collection de livres, de lettres, de magazines, etc. lesbiens au James C. Hormel gay and lesbian Center de la Bibliothèque publique de San Francisco, où ce fonds devient la Naiad Collection.
En 2003, Barbara Grier et Donna McBride prennent leur retraite et vendent le fonds de Naiad Press à l'éditeur Bella Books.
Barbara Grier meurt d'un cancer à l'hôpital de Tallahassee, en Floride, le 10 novembre 2011, à l'âge de 78 ans. Son décès est annoncé par Donna McBride, sa compagne et associée.